# Конві (місто)
Ко́нві (англ. Conwy) — місто на півночі Уельсу, адміністративний центр області Конві.
Населення міста становить 3 847 осіб (2001).
На набережній міста є найменший будинок у Великій Британії. У місто розташовано замок.